# Eileen Agar

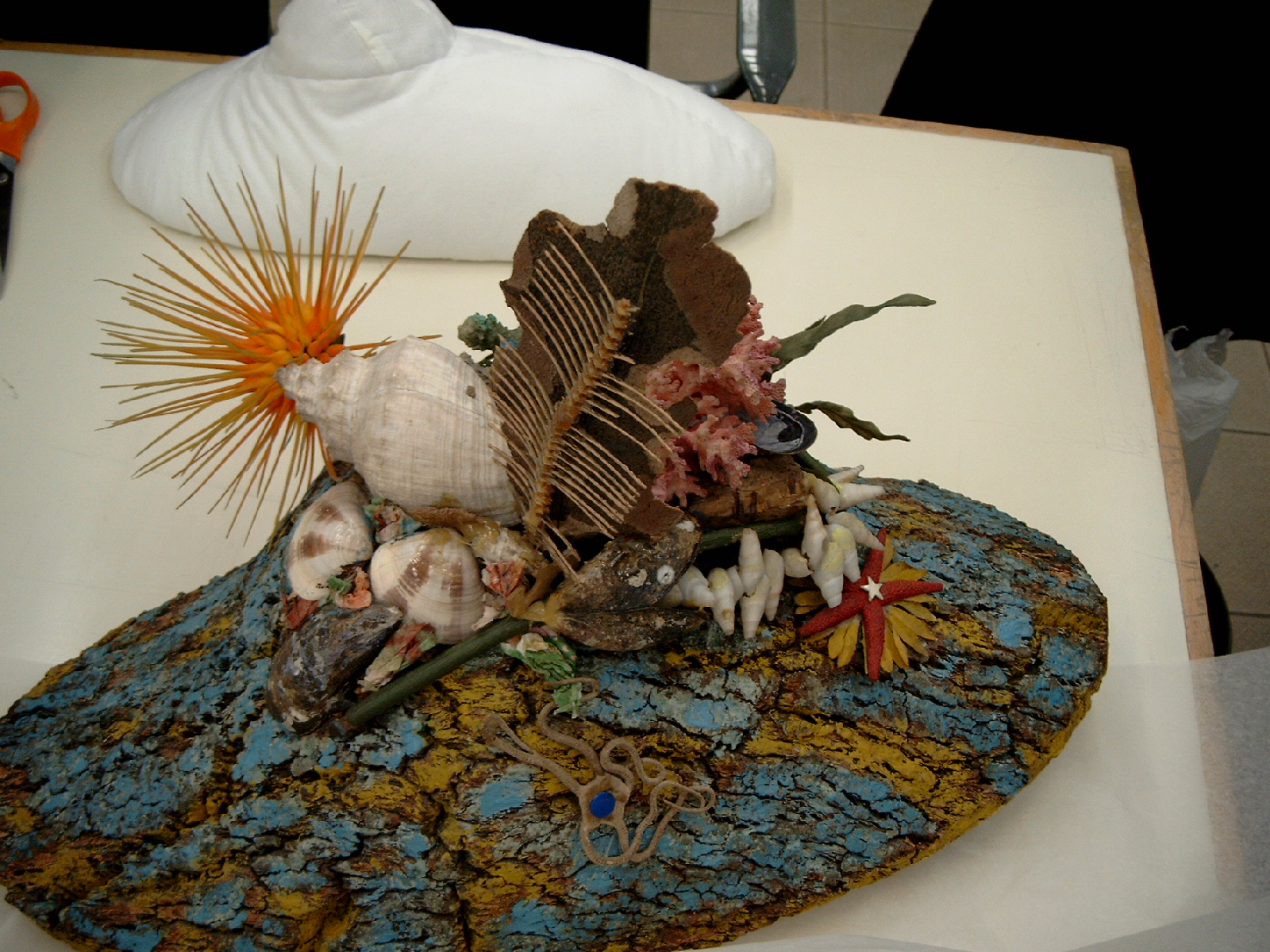
Ceremoniální klobouk na polévku bujabéza, 1937, surrealistický klobouk z korku zdobený nalezenými objekty

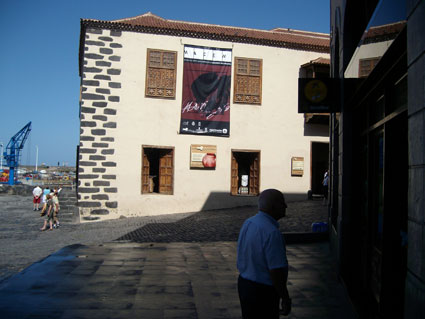
Díla Eileen Agarové vlastní také Muzeum současného umění na Tenerife

Eileen Forrester Agar (1. prosince 1899 Buenos Aires – 17. listopadu 1991 Londýn) byla britská malířka a fotografka spojená se surrealistickým hnutím.

## Životopis
Narodila se 1. prosince 1899 v Buenos Aires skotskému otci a americké matce, v roce 1911 se její rodina přestěhovala do Londýna. Nejdříve navštěvovala Heathfield St Mary's School, v roce 1919 začala studovat na nezávislé umělecké škole Byam Shaw School of Art. V roce 1924 nastoupila k Leonu Underwoodovi na jeho škole v Brook Green. V letech 1925 – 1926 navštěvovala školu výtvarného umění Slade School of Fine Art v Londýně. Studovala také umění v Paříži od roku 1928 do roku 1930.
V roce 1926 se setkala s maďarským spisovatelem Josephem Bardem. O dva roky později spolu žili v Paříži, kde se potkávala se surrealisty André Bretonem a Paulem Éluardem, s nimiž si vytvořila přátelský vztah. Od roku 1934 byla členkou Londýnské skupiny a v roce 1940 si Josepha Barda vzala za muže.
Agar vystavovala se surrealisty v Anglii i v zahraničí. Během třicátých let se její práce soustředila na přírodní objekty, často uspořádané veselým způsobem, jako například Bum-Thumb Rock (Skála Bum-Thumb), soubor fotografií neobvyklé skalní formace, které si všimla v Bretani. Začala experimentovat s automatickými technikami (automatismus) a novými materiály, pořizovala fotografie a vytvářela koláže a objekty. The Angel of Anarchy (Anděl Anarchie, 1936-40), sádrová hlava pokrytá látkou a dalšími materiály je vhodným příkladem – nyní je ve sbírkách Galerie Tate. V polovině třicátých let si Agar a Bard začali pronajímat na léto dům v Swanage v Dorsetu. Tady se potkala s Paulem Nashem a zahájili intenzivní vztah. V roce 1935 Nash představil Agarové koncepci nalezeného objektu. Spolupracovali na řadě děl, jako například Seashore Monster at Swanage. Nash doporučil její práce Rolandovi Penroseovi a Herbertu Readovi, organizátorům Mezinárodní surrealistické výstavy roku 1936 v New Burlington Galleries v Londýně. Stala se tak jedinou britskou ženou, která dostala zakázku na tři obrazy a pět objektů, které pak byly k vidění na této výstavě.
V roce 1936 byla jedinou ženou, která představila umělecká díla na mezinárodní výstavě v Londýně.
V roce 1937 Agar strávila dovolenou v domě Pabla Picassa a Dory Maarové v Mougins, Alpes-Maritimes, společně s Paulem Éluardem, Nuschem, Rolandem Penrosem a Lee Millerovou, která ji fotografovala. Do roku 1940 se její díla objevily na surrealistických výstavách v Amsterdamu, New Yorku, Paříži i Tokiu. Válka přerušila její uměleckou činnost a opět začala malovat v roce 1946. Od té doby pravidelně vystavovala až do své smrti.
Po druhé světové válce Agar zahájila novou produktivní fázi svého života a v letech 1946 až 1985 měla téměř 16 samostatných výstav. Během šedesátých let vytvořila tachistické obrazy se surrealistickými prvky. V roce 1988 vydala autobiografii A Look At My Life, v roce 1990 byla zvolena do Royal Academy Associate. Zemřela v Londýně 17. listopadu 1991. Její obrazy jsou součástí sbírek několika britských institucí, včetně Derby Art Gallery, Bradford a sbírky vlády Spojeného království.
Eileen Agar je pohřbena na hřbitově Pere Lachaise v Paříži, hrob č. 17606.
Výstava Goshky Macugy z roku 2007, která byla součástí série Tate Britain's Art Now Series, použila materiál převzatý z archivu Eileeny Agarové.

## Významná díla
- The Angel of Mercy, skulptura 1934.[18][19]
- Quadriga, malba, 1935.[20]
- The Angel of Anarchy, objekt, 1940.[21]
- L'horloge d'une femme, malba, 1989.[22]